# Saint-Marcel (Saona i Loara)
Saint-Marcel – miejscowość i gmina we Francji, w regionie Burgundia-Franche-Comté, w departamencie Saona i Loara.
Według danych na rok 1990 gminę zamieszkiwało 4118 osób, a gęstość zaludnienia wynosiła 405 osób/km² (wśród 2044 gmin Burgundii Saint-Marcel plasuje się na 56. miejscu pod względem liczby ludności, natomiast pod względem powierzchni na miejscu 920.).